# David Noel
David Anthony Noel III (Durham, 27 febbraio 1984) è un ex cestista e allenatore di pallacanestro statunitense.

## Carriera
È stato selezionato dai Milwaukee Bucks al secondo giro del Draft NBA 2006 (39ª scelta assoluta).

## Palmarès

### Squadra
- Campione NCAA (2005)
- Leaders Cup: 1

Gravelines: 2013

### Individuale
- Miglior tiratore da tre punti NBDL (2008)
- MVP campionato filippino (2009)